# Ghiacciaio Giles
Il ghiacciaio Giles (in inglese Giles Glacier) è un ghiacciaio situato sulla costa di Zumberge, nella Terra di Ellsworth, in Antartide. Il ghiacciaio, il cui punto più alto si trova a circa 2.130 m s.l.m., si trova in particolare nella dorsale Sentinella, dove fluisce verso sud a partire dal versante orientale della dorsale di Moyher fino a unire il proprio flusso a quello del ghiacciaio Thomas.

## Storia
Il ghiacciaio Giles è stato così battezzato nel 2006 dal Comitato consultivo dei nomi antartici in onore di J. David Giles, dell'Università del Nebraska-Lincoln, che dal 1993 al 1998 ha dato il suo supporto al Programma Antartico degli Stati Uniti d'America nelle operazioni di carotaggio presso il duomo Taylor, il duomo Siple e il flusso di ghiaccio Kamb.